# Tram-Omnibus Basel

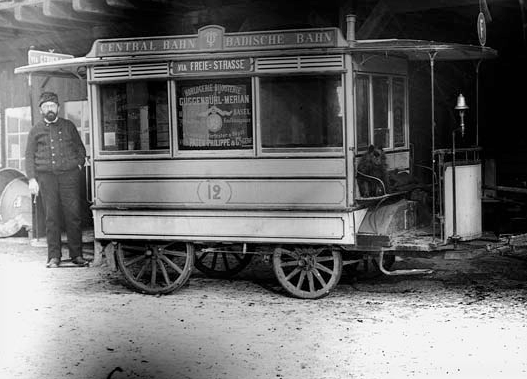
Pferdeomnibus-Wagen Nr. 12 etwa 1883

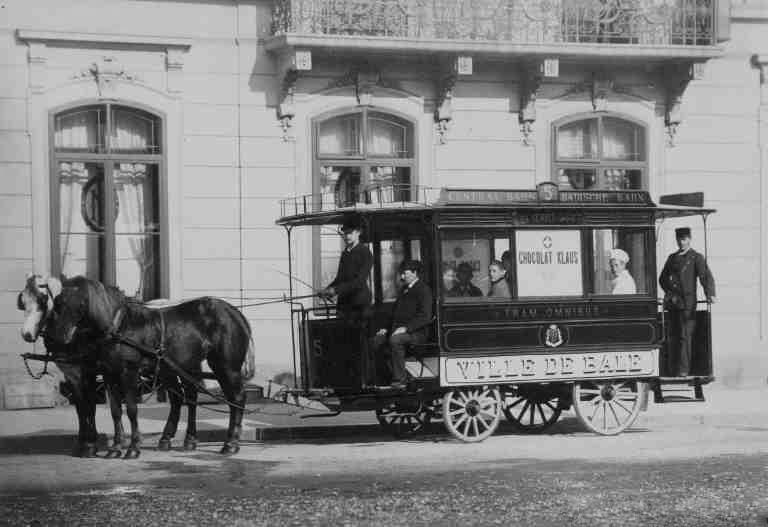
Pferdeomnibus von Jules Settelen am Centralbahnplatz

Der Tram-Omnibus Basel, umgangssprachlich bekannt als Rösslitram, stellte eines der ersten öffentlichen Verkehrsmittel in der Schweizer Stadt Basel dar und wird heute als Vorgänger der Strassenbahn Basel angesehen.

## Geschichte

### Droschken als Vorgänger
Ab den 1850er Jahren verkehrten in der Stadt Basel die ersten kommerziellen Verkehrsmittel im Regelbetrieb, sogenannte „Droschken“, neben den Postkutschen. Die Stadt Basel zählte damals gerade rund 25'000 Einwohner. Auf Grund des hohen Preises blieb die Fortbewegung zu Pferde den wohlhabenden Bevölkerungsschichten vorbehalten. Omnibusdienste stellten ein zusätzliches Fortbewegungsmittel dar.
Die meisten Baslerinnen und Basler jedoch bewältigten sämtliche Strecken damals üblicherweise noch zu Fuss. Die Kosten für eine Droschkenfahrt vom Centralbahnhof zum Marktplatz betrug 1860 rund 1,20 Fr., was der Hälfte des Taglohns eines Fabrikarbeiters entsprach. Die Droschken verkehrten zwischen bestimmten Standplätzen bei jeder Witterung.
Die Einführung der Strassenbahn und das Aufkommen der „Motordroschke“, den ersten Taxis, führten zum Niedergang der Postkutschen, der Omnibusbetriebe und der gesamten Branche der Droschkiere bis zum definitiven Ende im Jahr 1937.

### Frühe Pläne für eine Stadt- und Strassenbahn
1862 wurde zwischen Genf und dem Vorort Carouge die erste Pferdebahn der Schweiz eröffnet. In Basel trafen in den 1870er und -80er Jahren vermehrt Gesuche zur Erteilung von Konzessionen ein, die den Betrieb von Strassenbahnen ermöglichen sollten. Diese meist von ausländischen Konsortien eingereichten Gesuche wurden durchwegs von der Stadtregierung abgelehnt.
Sämtliche Gesuche sahen eine Verbindung der beiden Basler Zentralbahnhöfe, dem Centralbahnhof und dem alten Badischen Bahnhof, vor, daneben sollten mehrere Aussenquartiere durch Stichlinien erschlossen werden.
Der Basler Ingenieur Christen projektierte dabei eine augenfällige Idee; eine vollwertige Eisenbahnstrecke, die durch Tunnel und über Brücken durch die Stadt geführt werden sollte, ähnlich der heutigen S-Bahnen.
| Roesslitrams vor dem Badischen Bahnhof in den 1890er Jahren |  |                    |                    |
| |  |                    |                    |
| Tram-Omnibus Basel 1881–1895 |  |                    |                    |
| \| \| \| alter Bad. Bahnhof \| \| \| \| \| Rhein \| \| \| \| \| St.-Johanns-Tor \| \| \| \| \| \| \| \| \| \| Schifflände \| \| \| \| \| Milchhüsli \| \| \| \| \| Barfüsserplatz \| \| \| \| \| \| \| \| \| \| \| \| \| \| \| Centralbahnhof \| \| |  |                    |                    |
| U-Bahn-Kopfbahnhof Streckenanfang (Strecke außer Betrieb) |  | alter Bad. Bahnhof | alter Bad. Bahnhof |
| U-Bahn-Brücke über Wasserlauf (Strecke außer Betrieb) |  | Rhein              | Rhein              |
| U-Bahn-Kopfbahnhof Streckenanfang (Strecke außer Betrieb) · U-Bahn-Strecke (außer Betrieb) |  | St.-Johanns-Tor    | St.-Johanns-Tor    |
| U-Bahn-Strecke nach links (außer Betrieb) · U-Bahn-Abzweig geradeaus, nach rechts und von rechts (Strecke außer Betrieb) |  |                    |                    |
| U-Bahn-Haltepunkt / Haltestelle (Strecke außer Betrieb) |  | Schifflände        | Schifflände        |
| U-Bahn-Kopfbahnhof Streckenanfang (Strecke außer Betrieb) · U-Bahn-Strecke von links (außer Betrieb) · U-Bahn-Abzweig nach links und nach rechts (Strecke außer Betrieb) · U-Bahn-Strecke von rechts (außer Betrieb)                                |  | Milchhüsli         | Milchhüsli         |
| U-Bahn-Strecke nach links (außer Betrieb) · ehemaliger U-Bahn-Turmbahnhof (Strecke geradeaus außer Betrieb) · U-Bahn-Strecke von rechts (außer Betrieb) · U-Bahn-Strecke (außer Betrieb)                                                            |  | Barfüsserplatz     | Barfüsserplatz     |
| U-Bahn-Strecke (außer Betrieb) · U-Bahn-Strecke nach links (außer Betrieb) · U-Bahn-Abzweig geradeaus und von rechts (Strecke außer Betrieb) |  |                    |                    |
| U-Bahn-Strecke nach links (außer Betrieb) · U-Bahn-Strecke quer (außer Betrieb) · U-Bahn-Abzweig geradeaus und von rechts (Strecke außer Betrieb)                                                                                                   |  |                    |                    |
| U-Bahn-Kopfbahnhof Streckenende (Strecke außer Betrieb) |  | Centralbahnhof     | Centralbahnhof     |

### Das „Rösslitram“ als Geburtsstunde
1879 stellte der jurassische Postfuhrhalter Heinrich Imhoff ein erstes Konzessionsgesuch für ein Tram-Omnibus ein, das die Regierung jedoch ablehnte da Imhoff ein staatlich garantiertes Monopol verlangte. Die Pläne sahen ein System vor, das einige Eigenschaften von damaligen und heutigen Strassenbahnen aufwies, bzw. aufweist, darunter die Bindung an eine bestimmte Strecke und der Betrieb nach festgelegtem, regelmässigem Fahrplan. Dem Basler „Stadtomnibus“ wurde ein Jahr später, 1880, doch die Konzession erteilt, als Imhoff bei seinem zweiten Gesuch auf die Bedingung verzichtete. Nach einer Inspektion durch die Behörden im Juli 1881 wurde dem Projekt schlussendlich grünes Licht erteilt, die Konzession galt für ein Jahr und musste jedes Mal neu bewilligt werden.
Am 11. Juli 1881 nahm der Tramomnibus den Regelbetrieb auf, er verkehrte dabei auf einer Stammlinie zwischen den beiden Basler Zentralbahnhöfen, dem Centralbahnhof und dem alten Badischen Bahnhof, die sich im Grossbasel in zwei Routen aufteilte. Die „Linie F“ führte vom Centralbahnhof zum Aeschenplatz, durch die Freie Strasse zum Marktplatz. Die „Linie G“ führte via Elisabethenstrasse, Barfüsserplatz und Gerbergasse ebenfalls zum Marktplatz. Von dort führten beide Linien via Schifflände über die Mittlere Brücke zum Claraplatz und weiter zum alten Badischen Bahnhof. Der Betrieb dauerte von morgens um 7 Uhr bis abends um 9 Uhr im 20-Minuten-Takt, womit sich wegen der Linienüberlagerung im Kleinbasel ein 10-Minuten-Takt herausbildete. Stationen und Halte im heutigen Sinne gab es damals noch keine, man stieg während der Fahrt vom Wagen ab oder auf den Wagen auf. Bei Bedarf konnte dem Kutscher ein Zeichen gegeben werden, womit dieser das Tempo verringerte um Unfälle möglichst zu vermeiden, was besonders zu Beginn noch recht häufig vorkam.
Noch im selben Jahr erfuhr der Betrieb einige markante Änderungen und Erweiterungen. Die „Linie G“ wurde per 1. September von der Elisabethenstrasse in die Steinen-Vorstadt verlegt, am 1. Dezember kamen die neuen Teilstrecken Barfüsserplatz – Milchhüsli (heute Burgfelderplatz) und Schifflände – St.-Johanns-Tor hinzu, die jedoch nur im 30- bzw. 40-Minuten-Takt bedient wurden. Mangels Rentabilität wurde die Linie in St. Johann bereits im April 1882 wieder eingestellt, gleichzeitig verdichtete man den Takt auf den Hauptlinien F und G auf 7½ Minuten.
Im Februar 1883 ging Imhoff und damit die gesamte Gesellschaft Konkurs, der Geschäftsmann Jules Settelen übernahm den Betrieb. Mit dem Konkurs musste auch die Spalenlinie eingestellt werden. 1892 fasste der Grosse Rat der Stadt Basel den Beschluss zur Einführung einer Strassenbahn, womit die Endzeit des Tram-Omnibusses langsam spürbar wurde. Drei Jahre später wurde der Betrieb eingestellt.

## Netz
| Linie | von            | nach               | via | in Betrieb                      |
| --- | -------------- | ------------------ | --- | ------------------------------- |
| F | Centralbahnhof | alter Bad. Bahnhof | Aeschenplatz – Freie Strasse – Marktplatz – Schifflände – Mittlere Brücke – Claraplatz                      | 6. Mai 1881 – 1895              |
| G | Centralbahnhof | alter Bad. Bahnhof | Elisabethenstrasse – Barfüsserplatz – Gerbergasse – Marktplatz – Schifflände – Mittlere Brücke – Claraplatz | 6. Mai 1881 – 30. August 1881   |
| G | Centralbahnhof | alter Bad. Bahnhof | Steinen-Vorstadt – Barfüsserplatz – Gerbergasse – Marktplatz – Schifflände – Mittlere Brücke – Claraplatz   | 1. September 1881 – 1895        |
| * | Barfüsserplatz | Milchhüsli         | Spalenberg – Lyss – Spalentor                                                                               | 1. Dezember 1881 – Februar 1883 |
| * | Schifflände    | St.-Johanns-Tor    | St.-Johanns-Vorstadt                                                                                        | 1. Dezember 1881 – April 1882   |
| * Im Gegensatz zur heute üblichen Benennung mit Nummern und Buchstaben trugen die Linien nicht immer von Beginn an eigene Bezeichnungen. Wenn überhaupt, so waren sie zu früheren Zeiten mit den Streckenangaben beschriftet. |                |                    | |                                 |